# Ernst Heinrich Göring
Ernst Heinrich Göring (Emmerich am Rhein, 31 ottobre 1839 – Monaco di Baviera, 7 dicembre 1913) è stato un politico e diplomatico tedesco.
Fu padre del politico nazista e gerarca Hermann Göring.

## Biografia
Ernst Heinrich Göring studiò legge a Bonn ove ottenne anche il dottorato. Successivamente prese parte alla Guerra Austro-Prussiana del 1866 ed alla Guerra Franco-Prussiana del 1870-71.
Nell'agosto del 1885, Göring fu inviato da Bismarck come Commissario Imperiale nella colonia dell'Africa Tedesca del Sud-Ovest nel villaggio di Angra Pequeña per poi spostarne la sede a Otjimbingwe. Sotto la sua direzione egli portò avanti una politica di "protezione della colonia" che consistette essenzialmente nel massacro e nella decimazione dei boscimani.
Nell'agosto del 1890 lasciò l'Africa e divenne console dapprima ad Haiti e poi ad Alessandria d'Egitto.

### Matrimonio e figli
Ernst sposò in seconde nozze Franziska Tiefenbrunn dalla quale nacquero i seguenti figli:
- Karl-Ernst Göring (3 agosto 1885 a Rosenheim - 4 ottobre 1932 ad Hannover), giurista
- Olga Therese Sophie Göring (16 gennaio 1889 a Walvis Bay - 1970)
- Paula Elisabeth Rosa Göring (1890–1960)
- Hermann Göring (12 gennaio 1893 a Rosenheim - 15 ottobre 1946 a Norimberga), politico nazista
- Albert Göring (9 marzo 1895 - 1966 a Monaco di Baviera), uomo d'affari ed oppositore della politica nazista